# Kosîh, Iakîmivka
Kosîh (în ucraineană Косих) este un sat în comuna Ohrimivka din raionul Iakîmivka, regiunea Zaporijjea, Ucraina.

## Demografie
Componența lingvistică a localității Kosîh
     Ucraineană (72,33%)
     Rusă (27,04%)
     Alte limbi (0,63%)
Conform recensământului din 2001, majoritatea populației localității Kosîh era vorbitoare de ucraineană (72,33%), existând în minoritate și vorbitori de rusă (27,04%).